# Helolampis lineaticeps
Helolampis lineaticeps är en insektsart som beskrevs av Christiane Amédégnato och Poulain 1986. Helolampis lineaticeps ingår i släktet Helolampis och familjen Romaleidae. Inga underarter finns listade i Catalogue of Life.